# Dorian Scott
Dorian Armand Scott (East Orange, 1 februari 1982) is een Jamaicaanse atleet, die is gespecialiseerd in het kogelstoten. Hij is meervoudig Jamaicaans kampioen en heeft het Jamaicaanse record in handen in deze discipline.

## Loopbaan
Scotts beste prestatie is het behalen van een zilveren medaille op de Gemenebestspelen 2006 in Melbourne. Met een verste poging van 19,75 m eindigde hij slechts 1 cm achter de Zuid-Afrikaanse winnaar Janus Robberts. Het brons ging naar de Autraliër Scott Martin, die 19,49 stootte.
Op de wereldindoorkampioenschappen van 2008 in het Spaanse Valencia plaatste Scott zich voor de finale bij het kogelstoten. Met 20,29 verbeterde hij zijn indoor PR en eindigde hij op een zesde plaats. Op de Olympische Spelen van 2008 in Peking sneuvelde hij in de kwalificatieronde met een beste poging van 19,94.
Scott zat op de Seton Hall Preparatory School in de Amerikaanse plaats West Orange.

## Titels
- Centraal-Amerikaanse en Caribische Spelen kampioen kogelstoten - 2006, 2010
- Centraal-Amerikaans en Caribisch kampioen kogelstoten - 2005
- Jamaicaans kampioen kogelstoten - 2003, 2004, 2005, 2006, 2010

## Persoonlijke records
Outdoor
| Onderdeel    | Prestatie           | Datum         | Plaats      |
| ------------ | ------------------- | ------------- | ----------- |
| kogelstoten  | 21,45 m (nat. rec.) | 28 maart 2008 | Tallahassee |
| discuswerpen | 52,61 m             | 7 mei 2005    | Tallahassee |

Indoor
| Onderdeel   | Prestatie           | Datum        | Plaats   |
| ----------- | ------------------- | ------------ | -------- |
| kogelstoten | 20,62 m (nat. rec.) | 7 maart 2008 | Valencia |

## Palmares

### kogelstoten
- 2004:  NACAC kampioenschappen - 17,62 m
- 2005:  Centraal-Amerikaanse en Caribische kamp. - 20,21 m
- 2006:  Centraal-Amerikaanse en Caribische Spelen - 20,34 NR
- 2006:  Gemenebestspelen - 19,75 m
- 2006: 5e Wereldbeker - 20,21 m
- 2007:  Pan-Amerikaanse Spelen - 20,06 m
- 2007: ongeldig WK
- 2008: 6e WK indoor - 20,29 m
- 2008: 8e in kwal. OS - 19,94 m
- 2008: 5e Wereldatletiekfinale - 20,04 m
- 2009: 5e FBK Games - 19,95 m
- 2012:  Centraal-Amerikaanse en Caribische Spelen - 18,92 m
- 2010: 7e Wereldatletiekfinale - 19,20 m
- 2012: 10e OS - 20,61 m